# Buongiorno (Mario Castelnuovo)
Buongiorno è il nono album di Mario Castelnuovo, pubblicato nel 2000.

## Il disco
In questo disco, dopo alcuni anni, Castelnuovo torna a collaborare con Lilli Greco; gli arrangiamenti sono curati da Alberto Antinori, che è anche il tecnico del suono e del mixaggio. L'album è registrato al "Lilliput Studio" di Roma e mixato al "Gap Recording Studio" di Roma; la copertina è un particolare di un disegno di Mario Castelnuovo.
Nel testo di La bambolina viene citato il successo dei Quelli Una bambolina che fa no no no.
Come riportato in nota di copertina, la canzone Acchiappabicchieri è dedicata a Gaio Chiocchio, "poeta, musicista, amico, scomparso nel 1996".
Nel 2001 l'album viene ristampato con una canzone in più, Il miracolo, posta all'inizio.

## Tracce
1. Il miracolo - 3:35 (solo nella ristampa del 2001)
2. Buongiorno - 4:34
3. Il mio gatto non sa parlare - 3:56
4. Angeli con la coda - 3:51
5. L'orologio a pendolo - 2:26
6. La ballata dei fiori gialli - 3:42
7. Montaperti - 3:09
8. Che avrebbe fatto Hemingway? - 4:31
9. La bambolina (storia di una bambolina indecisa) - 2:55
10. Acchiappabicchieri - 4:17
11. Ondina - 3:33
12. Amaranta - 4:58

Testi e musiche di Mario Castelnuovo
Prodotto da Lilli Greco

## Musicisti
- Mario Castelnuovo: voce, chitarra acustica
- Alberto Antinori: pianoforte, fisarmonica, chitarra, programmazione computer, arrangiamenti
- Zsuzsanna Krasznai: violoncello
- Liliana Marino: viola
- Annamaria Kunkar: violino
- Angelo Spizzichino: violino
- Pino Pecorelli: contrabbasso
- Ambrogio Sparagna: organetto in Il miracolo
- Barbara Parisi: voce in Angeli con la coda
- Athina Cenci: voce recitante in Montaperti
- Coro Guido Guinizzelli: finale in Amaranta (con esecuzione dell'Ave Maria di Jacob Arcadelt)
- Ernesto Bassignano: cori
- Umberto Weigert: cori